# Fontana di piazza De Ferrari

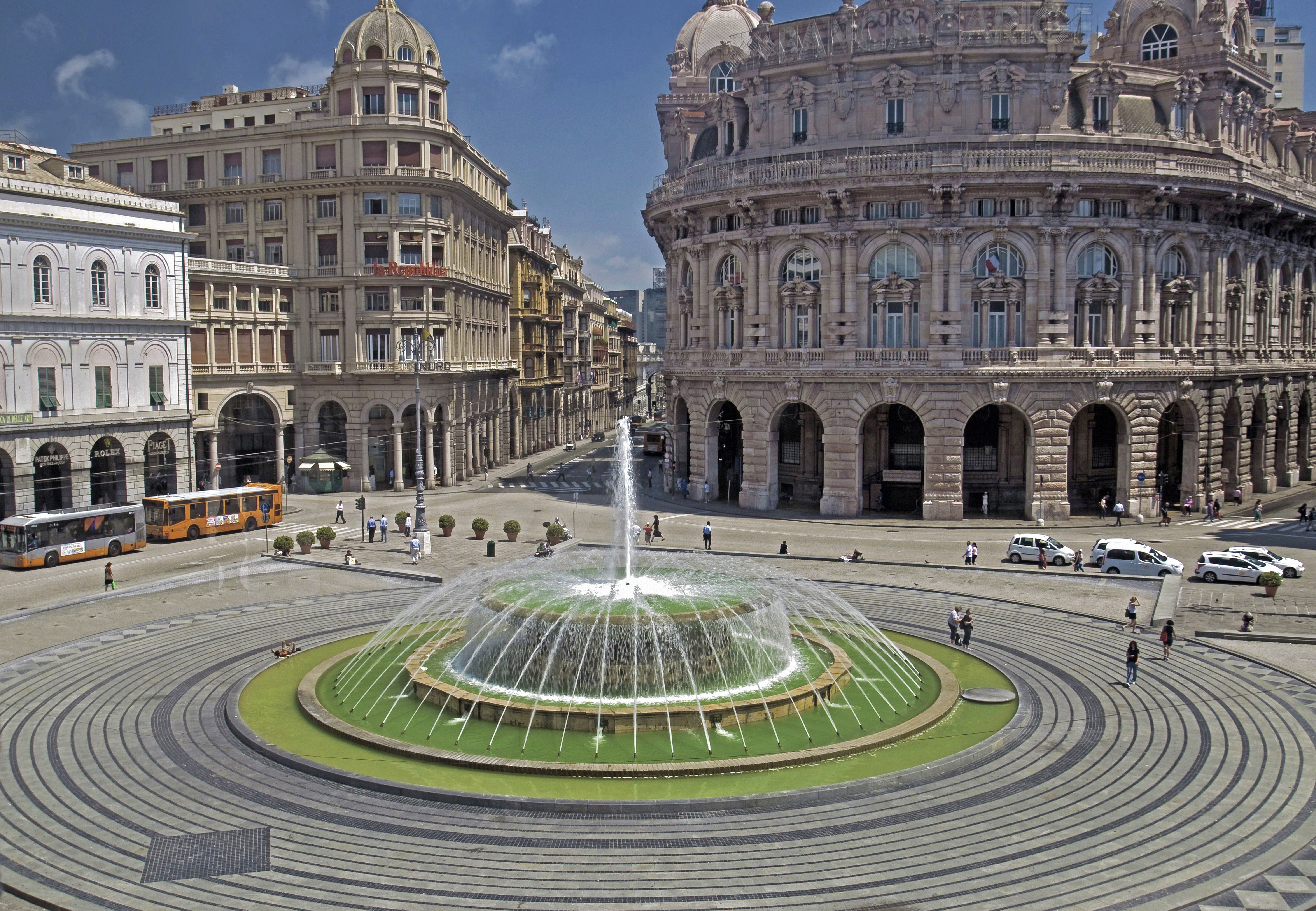
Panoramica della fontana di piazza De Ferrari

La fontana di piazza De Ferrari, o fontana di De Ferrari, è la più nota fontana di Genova. Progettata da Giuseppe Crosa di Vergagni, si trova dal 1936 al centro di piazza De Ferrari, presso l'antico sestiere di Portoria, alla confluenza tra via Dante, via XX Settembre, via Roma e via XXV Aprile, nel centro storico del capoluogo ligure.

## Storia

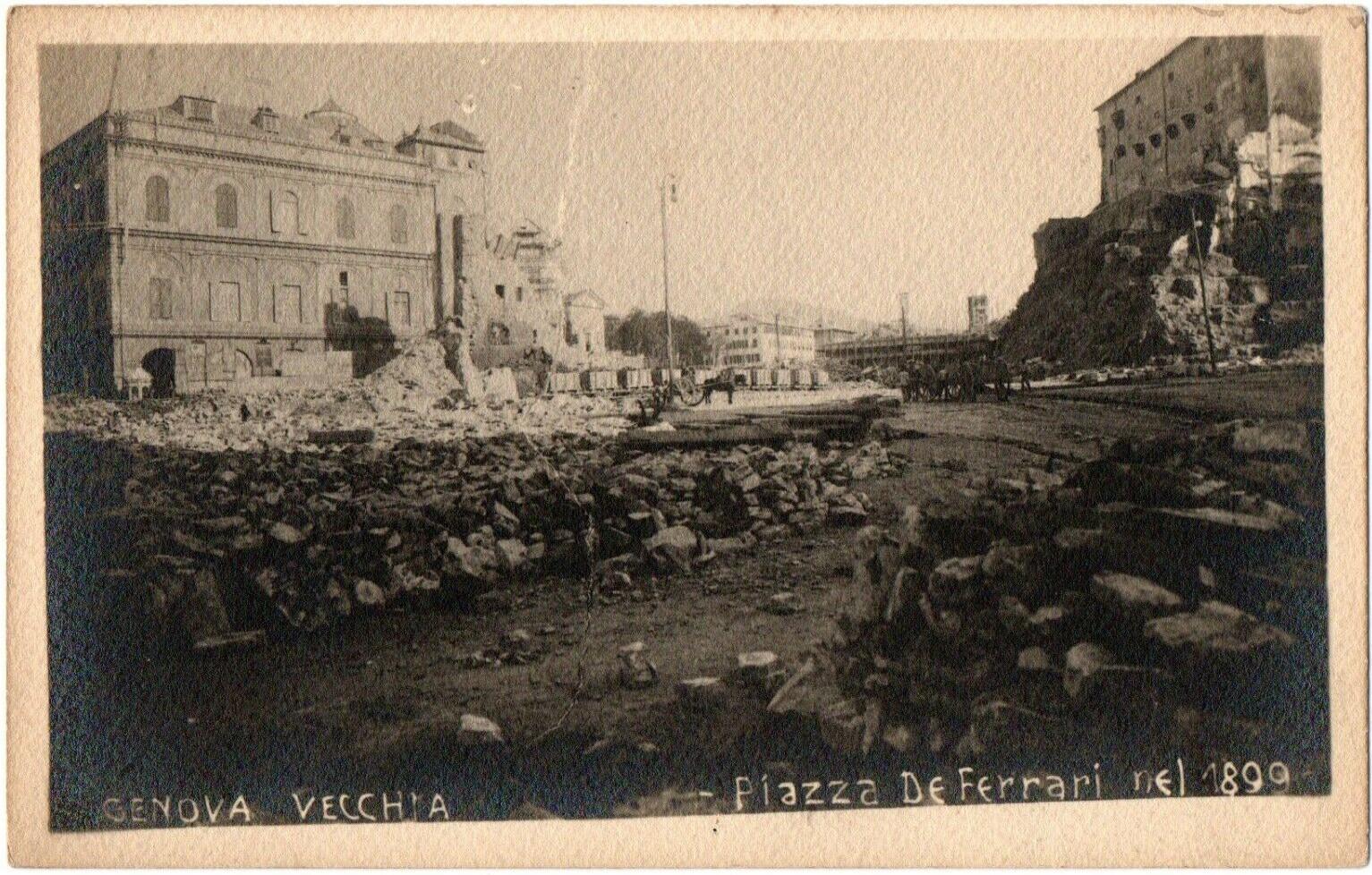
I lavori di costruzione della piazza che in seguito avrebbe ospitato la fontana, nel 1899

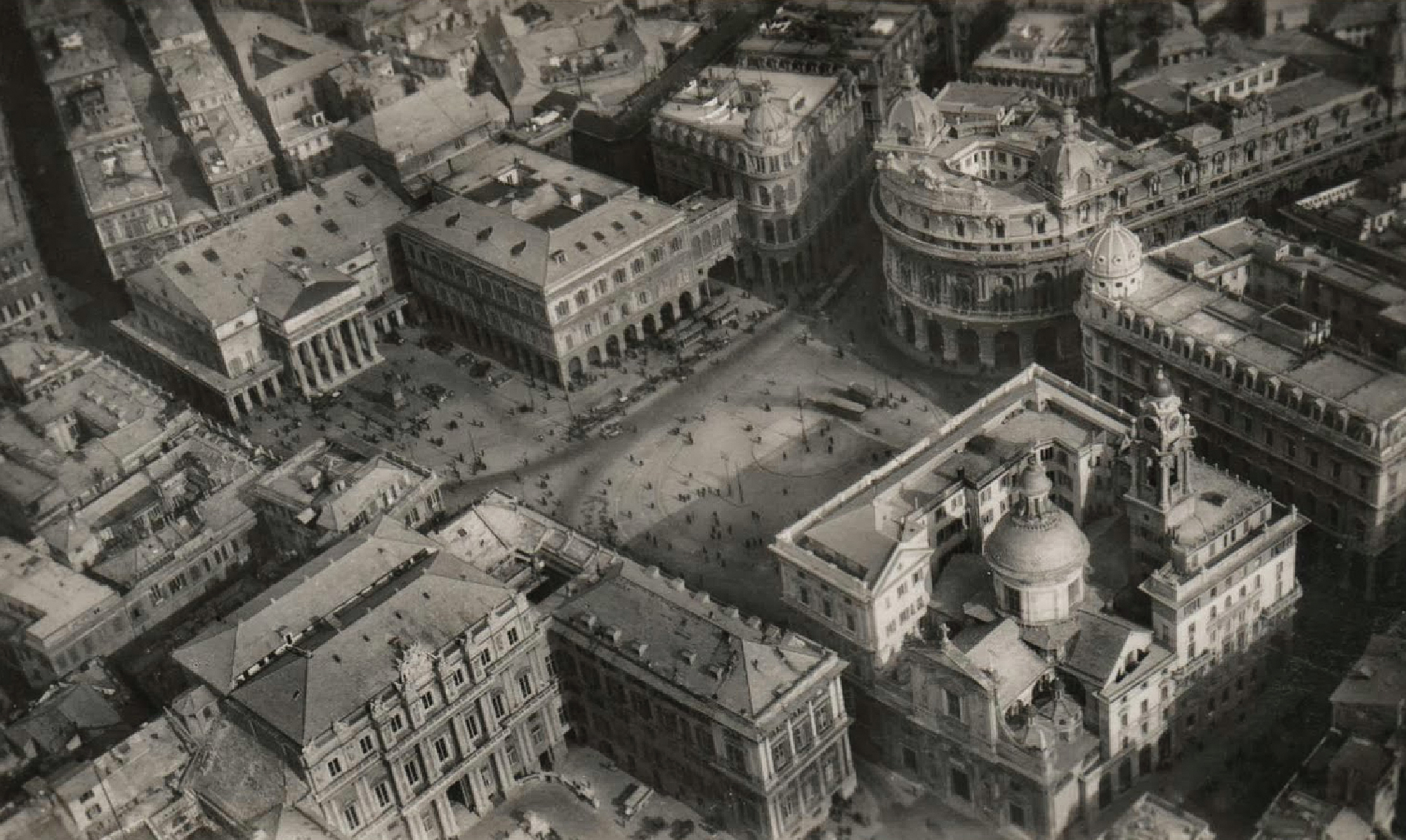
Una veduta aerea della piazza di pochi anni antecedente all'installazione della fontana

La piazza principale di Genova, intitolata al politico e banchiere genovese Luigi Raffaele De Ferrari, prese forma nei primi decenni del XX secolo, in seguito alla realizzazione di via XX Settembre e via Dante e, in particolare, allo sbancamento del colle di Sant'Andrea, che permise la creazione di un ampio spazio pianeggiante verso il quale far confluire le principali arterie frutto del nuovo piano urbanistico cittadino.
Nel 1906 al centro di piazza De Ferrari venne costruito un vasto anello di binari utilizzato come capolinea dai tram cittadini, gestiti dalla società UITE (antesignana dell'attuale AMT). Nel 1934, a seguito di una riorganizzazione generale dei trasporti pubblici in città, il carosello tranviario venne dismesso e smantellato e si venne a creare l'esigenza di installare un arredo urbano nella parte centrale della piazza, permettendo la realizzazione di una rotatoria intorno alla quale incanalare i veicoli provenienti dalle varie direzioni. Fu inizialmente realizzata una grande aiuola con palme, come già uso in altre zone della città quali Nervi, ma la soluzione non convinse e agli inizi degli anni trenta l'architetto Giuseppe Crosa di Vergagni, già progettista di diverse opere a Genova e nel resto della Liguria, fu incaricato di ideare una nuova riqualificazione dell'area.
Crosa di Vergagni pensò a una soluzione che prevedesse una grande fontana, costituita da un'ampia vasca centrale in bronzo posizionata al centro di una serie di vasche concentriche rivestite in travertino. Il bacile in bronzo fu donato dall'ingegnere Carlo Piaggio per esaudire il desiderio testamentario del padre - il banchiere e armatore Erasmo Piaggio - di lasciare qualcosa di duraturo in dono alla città. La vasca venne fusa negli stabilimenti dei Cantieri Riuniti del Tirreno di Genova-Le Grazie, fondati dalla stessa famiglia Piaggio, trasportata in Piazza De Ferrari il 23 aprile 1936 e inaugurata il 24 maggio 1936. Il trasporto del manufatto si rivelò particolarmente impegnativo, in quanto la vasca non poté fisicamente passare tra i vicoli del centro storico genovese, motivo per cui fu caricata su un pontone e trainata fino alla zona della Foce, da dove un trattore la trasportò lungo il futuro Viale Brigate Partigiane e lungo via XX Settembre, fino alla sua destinazione finale.
La fontana fu subito ben accolta dai cittadini genovesi; i giornali dell'epoca ricordano come nei giorni successivi all'inaugurazione molte persone gettarono nella vasca delle monete come gesto portafortuna. Un mese dopo l'inaugurazione furono recuperate dalla fontana 5.500 lire, donate in beneficenza al Comitato Comunale dell'Opera Nazionale Maternità ed Infanzia.
Operazioni di restauro sono state condotte tra gli anni novanta e i primi anni duemila, una prima volta in occasione delle celebrazioni colombiane per il cinquecentenario della scoperta dell'America e poi in occasione della riunione del controverso G8 nel 2001, grazie anche a fondi europei. In quest'ultima occasione la fontana, in precedenza più volte ristrutturata rispettando l'originale progetto del 1936, è stata ampliata su progetto dell'urbanista tedesco Bernhard Winkler.
In particolare fra il 2000 e il 2001 alle due vasche originarie è stata aggiunta una terza vasca più bassa di raggio maggiore, collegata alla seconda con piccoli canali scavati intorno al bordo in pietra della vasca più piccola. Il getto centrale verticale della fontana originaria è stato sensibilmente potenziato, sono stati aggiunti i getti laterali rientranti verso la vasca centrale (precedentemente l'acqua veniva spruzzata solamente dal getto centrale) e sono state installate tre fontane rettangolari, laterali a quella centrale, con i getti zampillanti da terra e disposte su tre dei quattro lati della piazza (tutti eccetto quello verso Palazzo Ducale).
Negli anni, l'acqua della fontana è stata più volte colorata artificialmente, per speciali occasioni.

## Descrizione

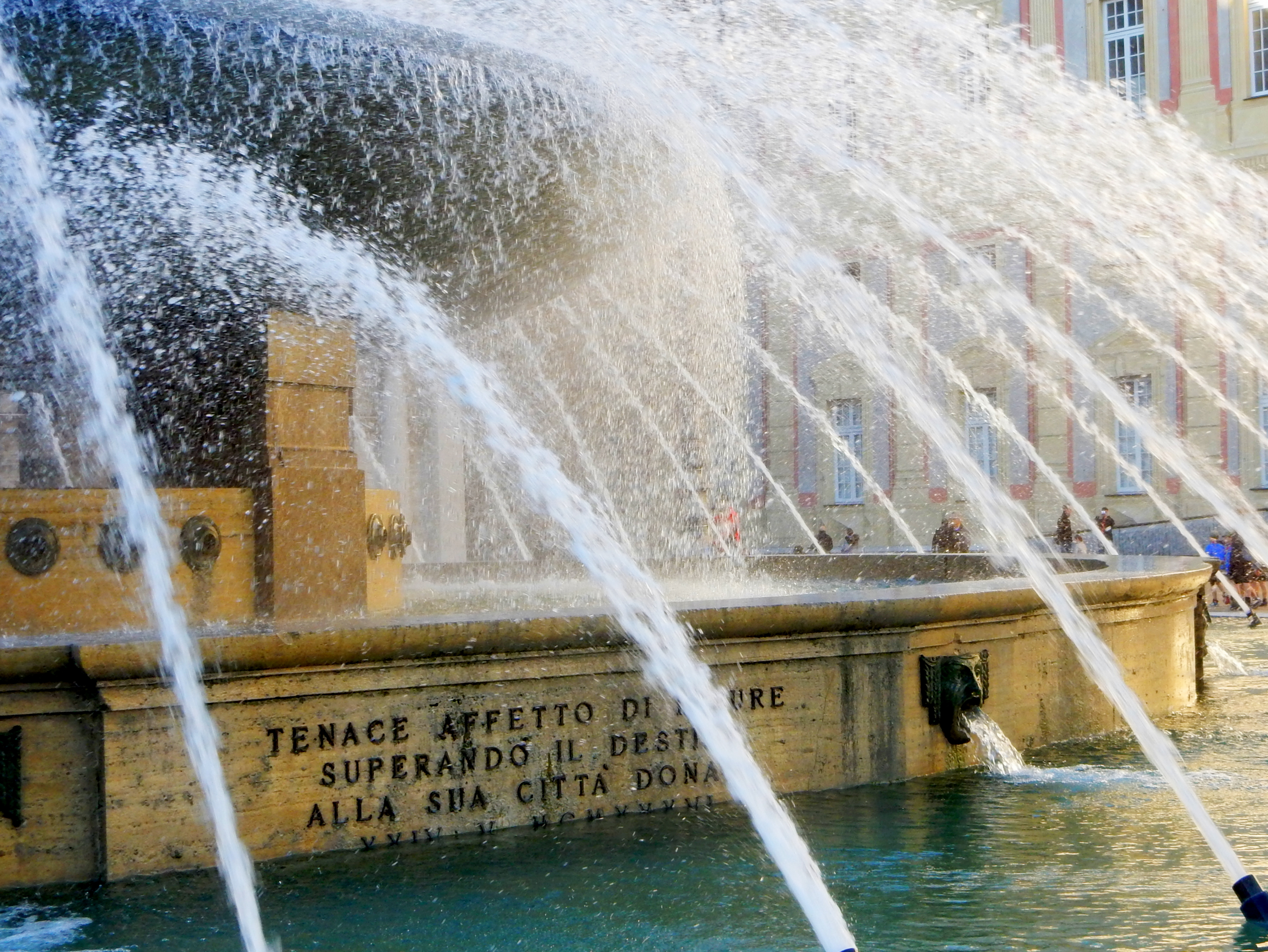
Dettaglio della fontana con i mascheroni e il motto dedicato a Erasmo Piaggio

La fontana presenta una vasca centrale costituita da un unico blocco di bronzo, con larghezza di 11 metri e peso di 36 tonnellate, al centro della quale si innalza un grande zampillo d'acqua. Il bacile, sorretto da sei pilastri, è posto al centro di una vasca poligonale dalla quale una serie di mascheroni riversano l'acqua in una seconda vasca di forma circolare, circondata a sua volta da una terza vasca anch'essa circolare.
Sulla vasca più interna si può leggere il motto "Tenace affetto di Ligure / superando il destino / alla sua città donava", riferito a Erasmo Piaggio, per il cui desiderio la fontana fu donata alla città.
In origine era presente soltanto il getto nel catino centrale e l'acqua scivolava verso i lati e si riversava nelle due vasche solamente grazie alla forza di gravità. Nel corso degli anni la disposizione dei giochi d'acqua ha subito alcune modifiche, con l'introduzione della terza vasca, di 60 getti che dalla vasca circolare più interna spruzzano acqua verso il catino centrale e, in occasione del G8 del 2001 (in occasione del quale a Genova ebbero luogo anche numerosi eventi controversi), di tre ulteriori serie di 14 zampilli ciascuna, posti a livello del piano di calpestio, su tre lati della piazza.
A causa degli ingenti consumi d'acqua e delle infiltrazioni nella sottostante stazione della metropolitana, i getti a pavimento inaugurati nel 2001 sono stati più volte disattivati negli anni successivi e anche coperti da manto erboso (definitivamente rimosso nel 2008), per poi essere riattivati nel 2018 dopo una ristrutturazione completa del massetto sottostante e dell'impianto di ricircolo dell'acqua.
Nel 2016 la fontana è stata dotata di un sistema di illuminazione a LED che ne permette l'illuminazione con diversi colori alla sera e in particolari occasioni.

## Galleria d'immagini

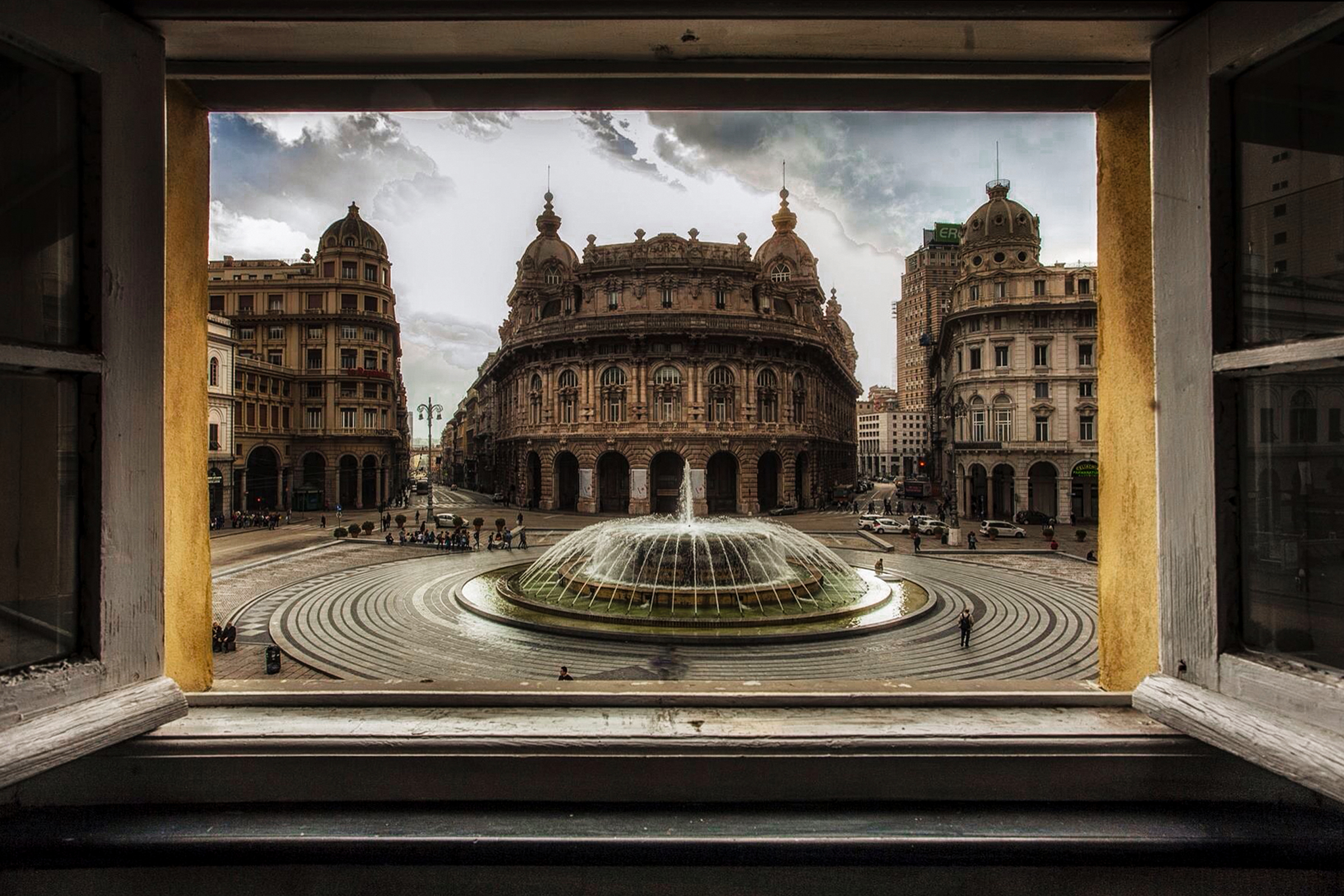
La fontana con alle spalle il palazzo della Borsa, fotografata dall'interno di Palazzo Ducale
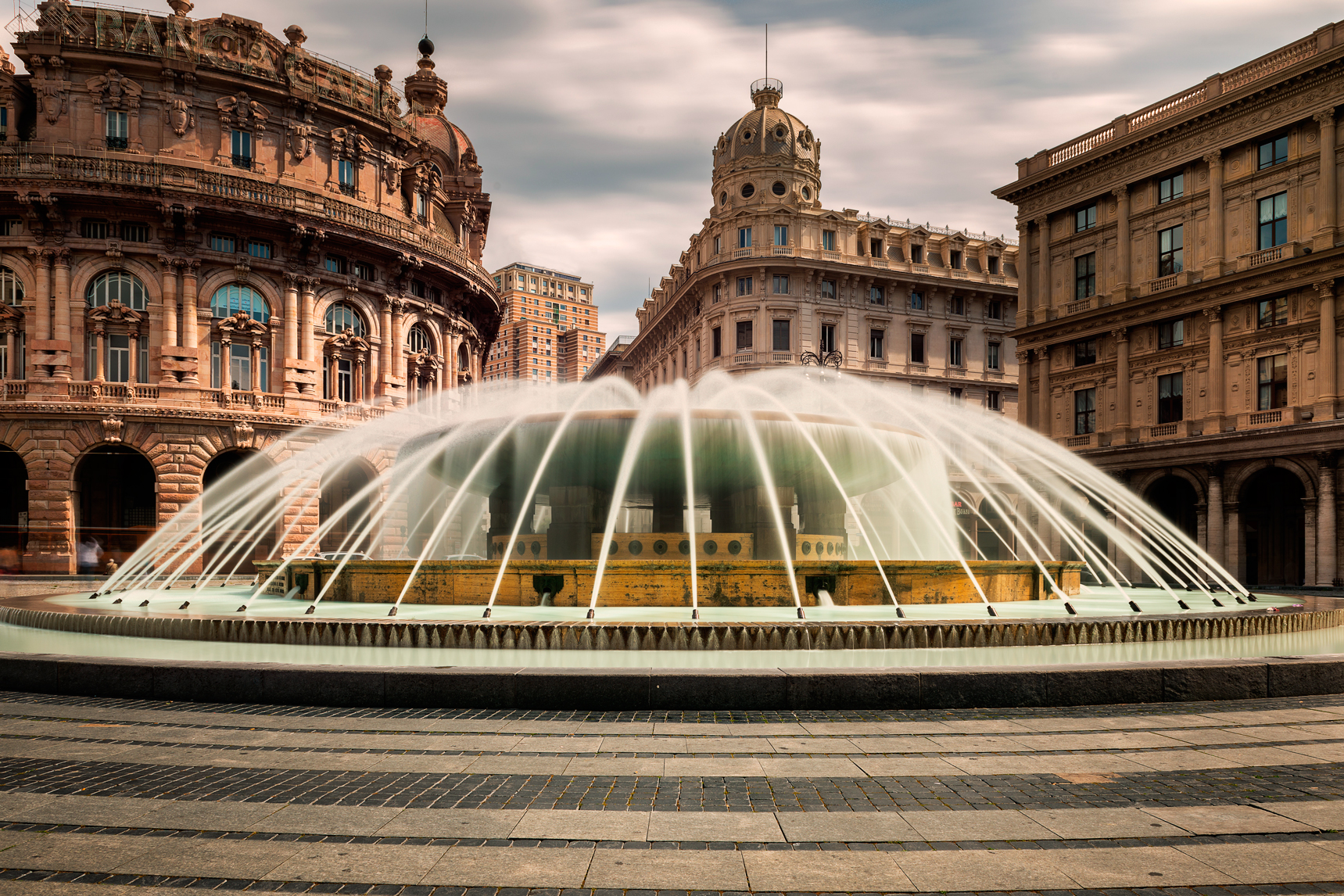
La fontana con il getto verticale centrale non attivo
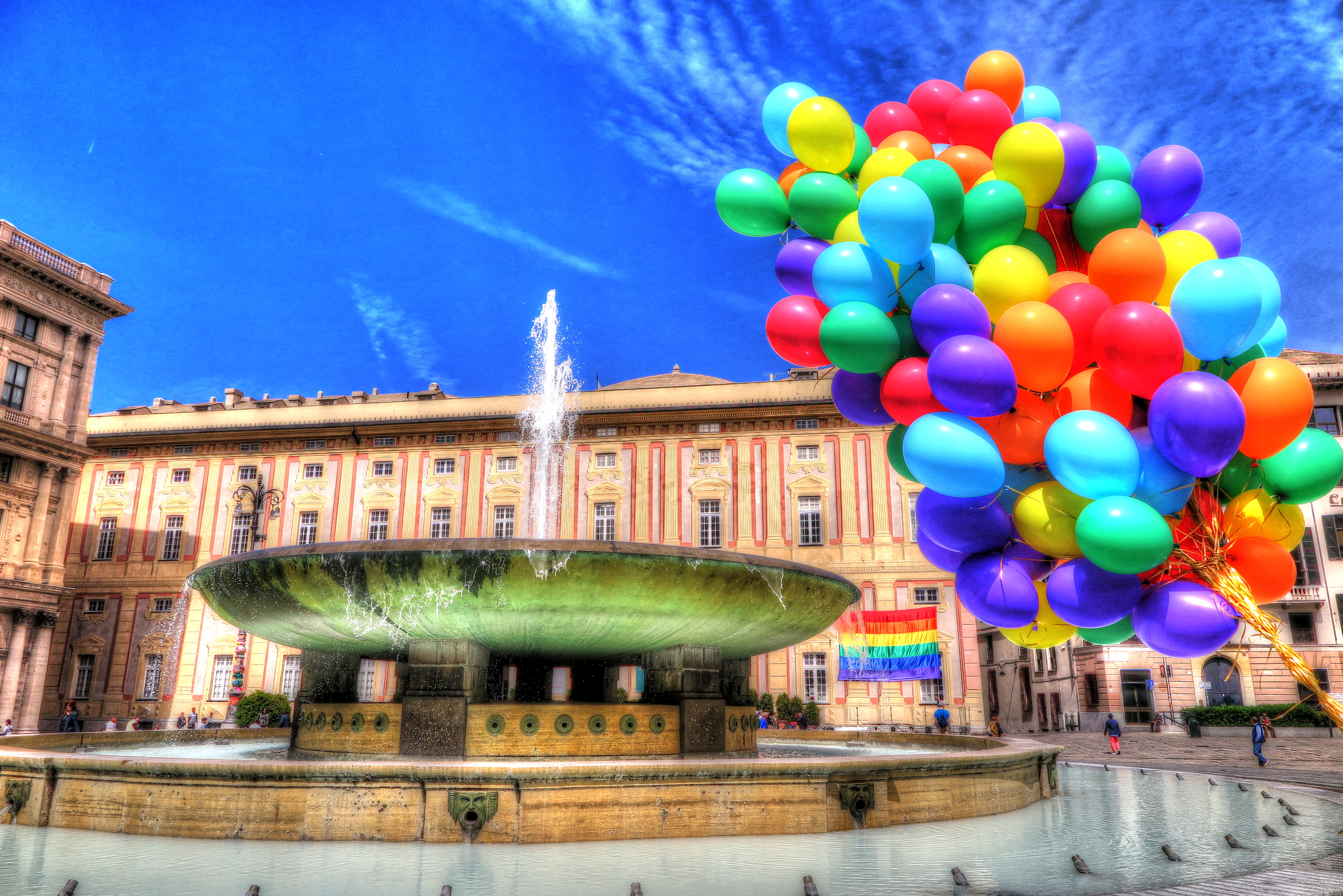
La fontana con i getti laterali non attivi
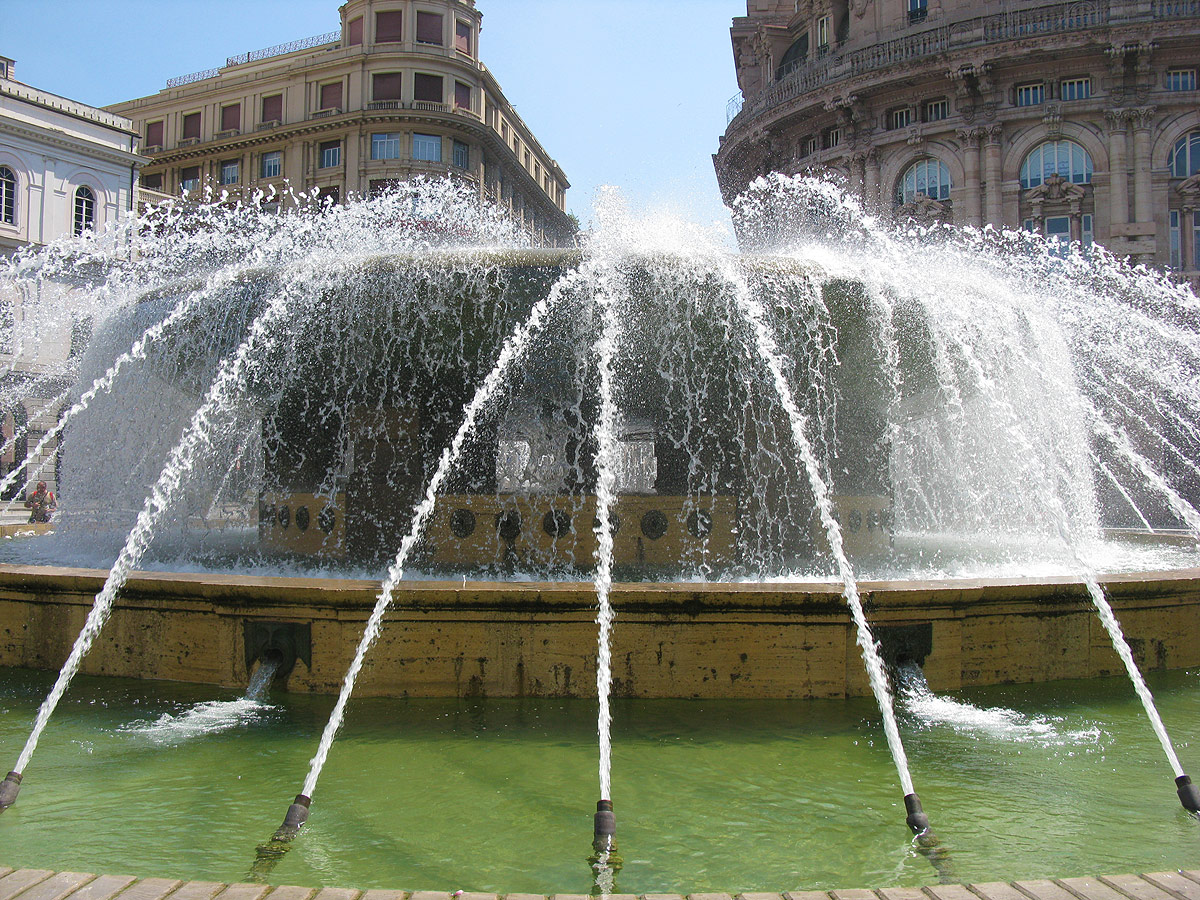
Particolare dei getti d'acqua laterali (il getto centrale non è attivo)
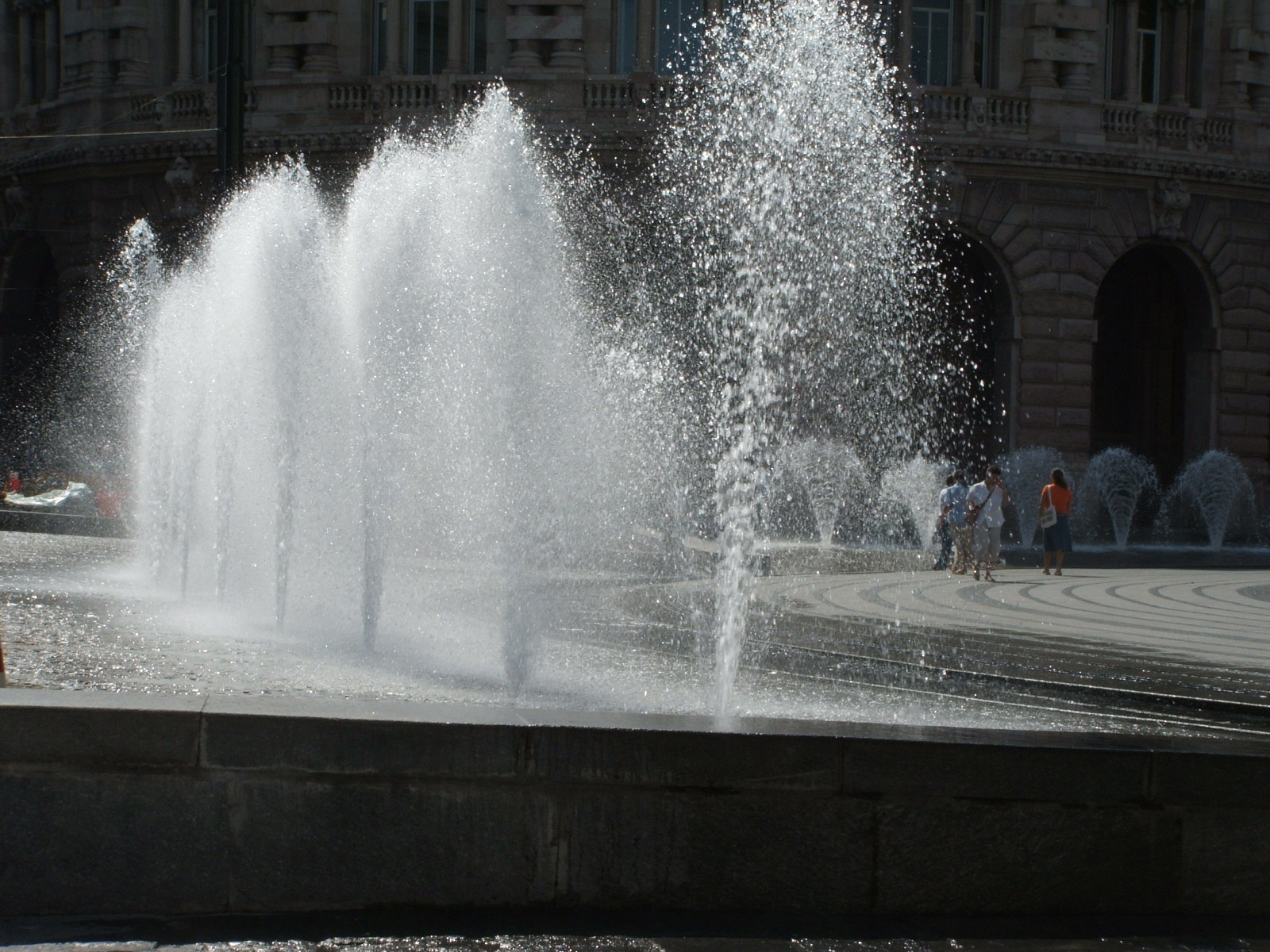
I getti laterali alla fontana principale
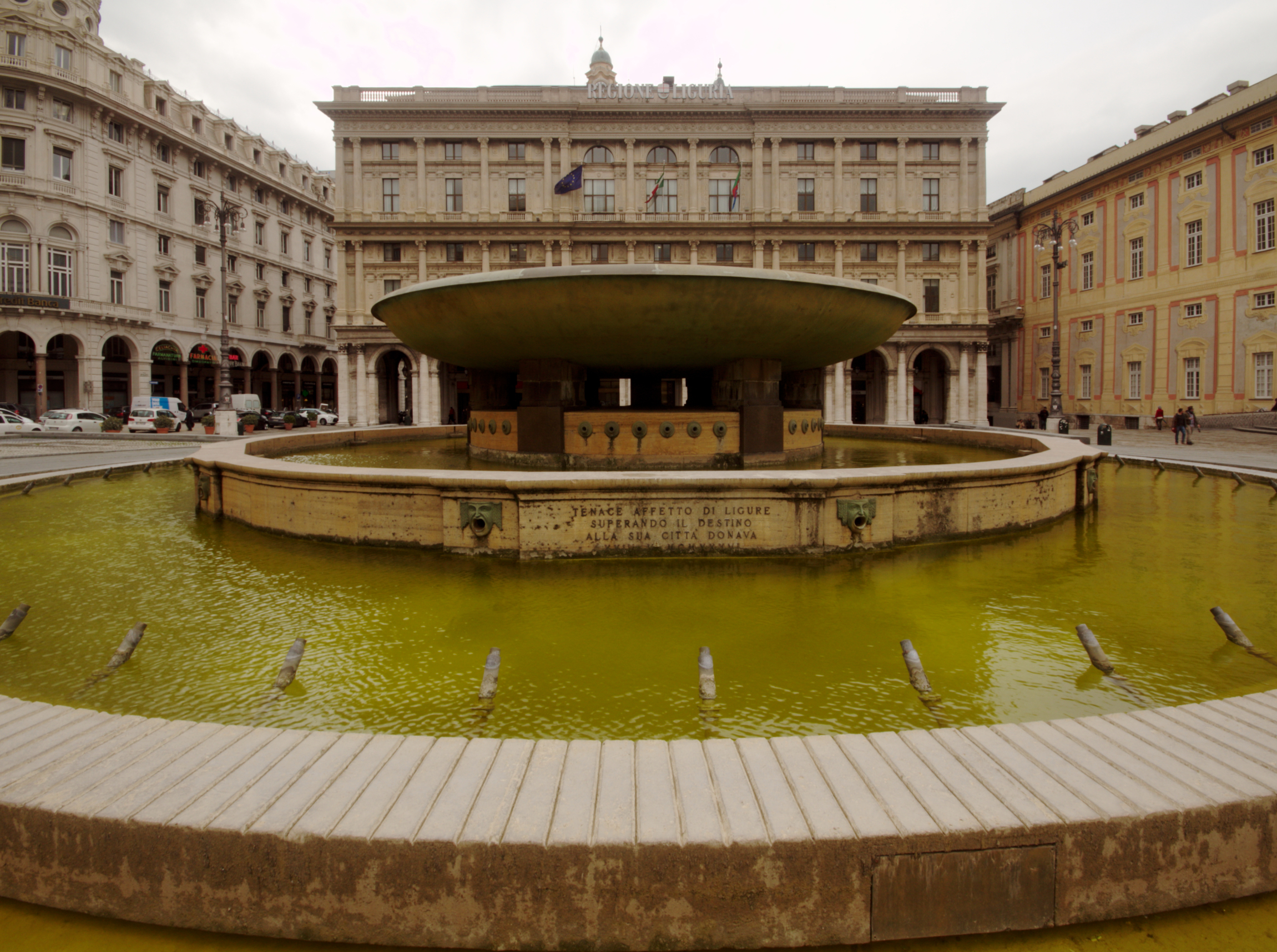
La fontana non attiva
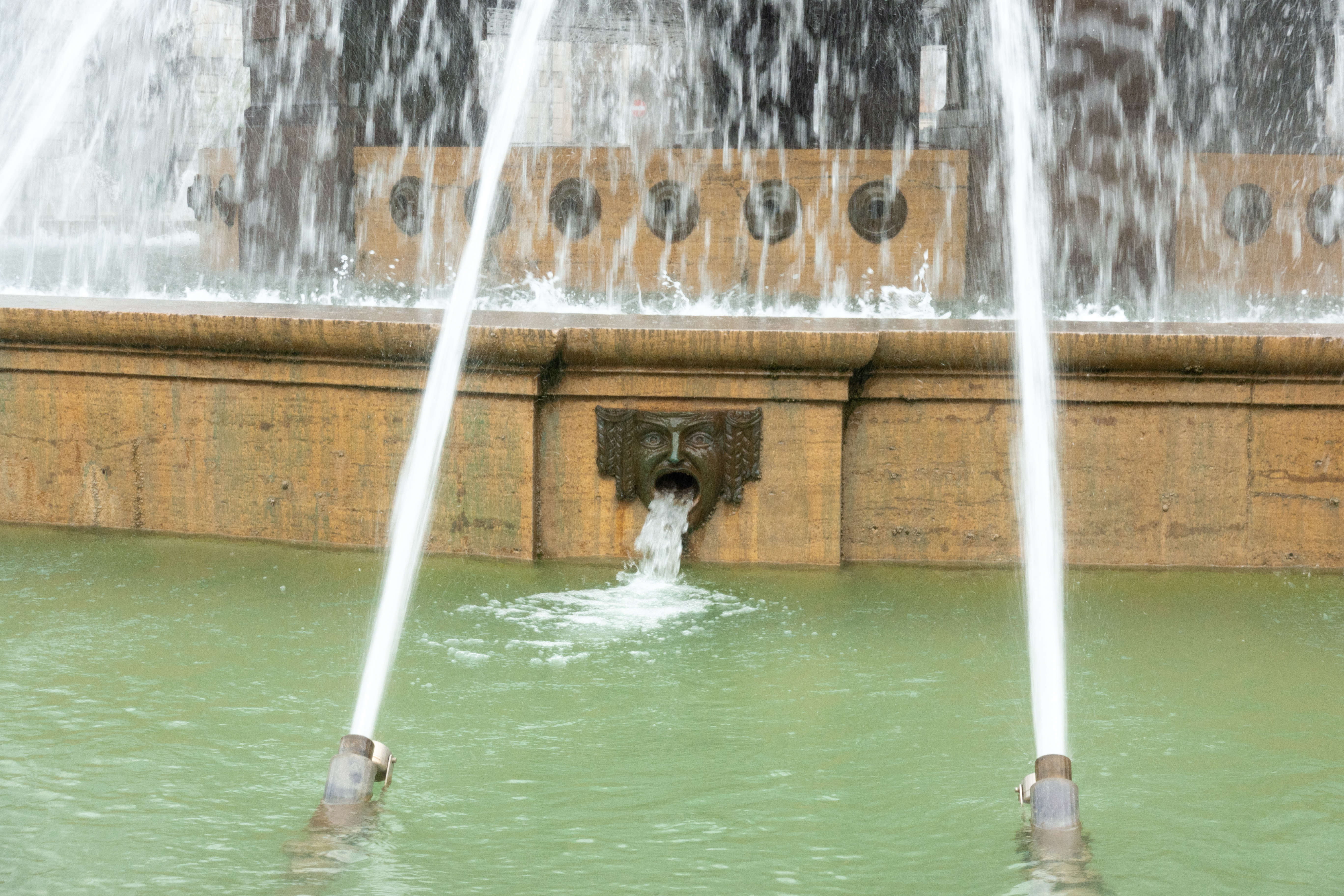
Particolare di una delle bocche laterali
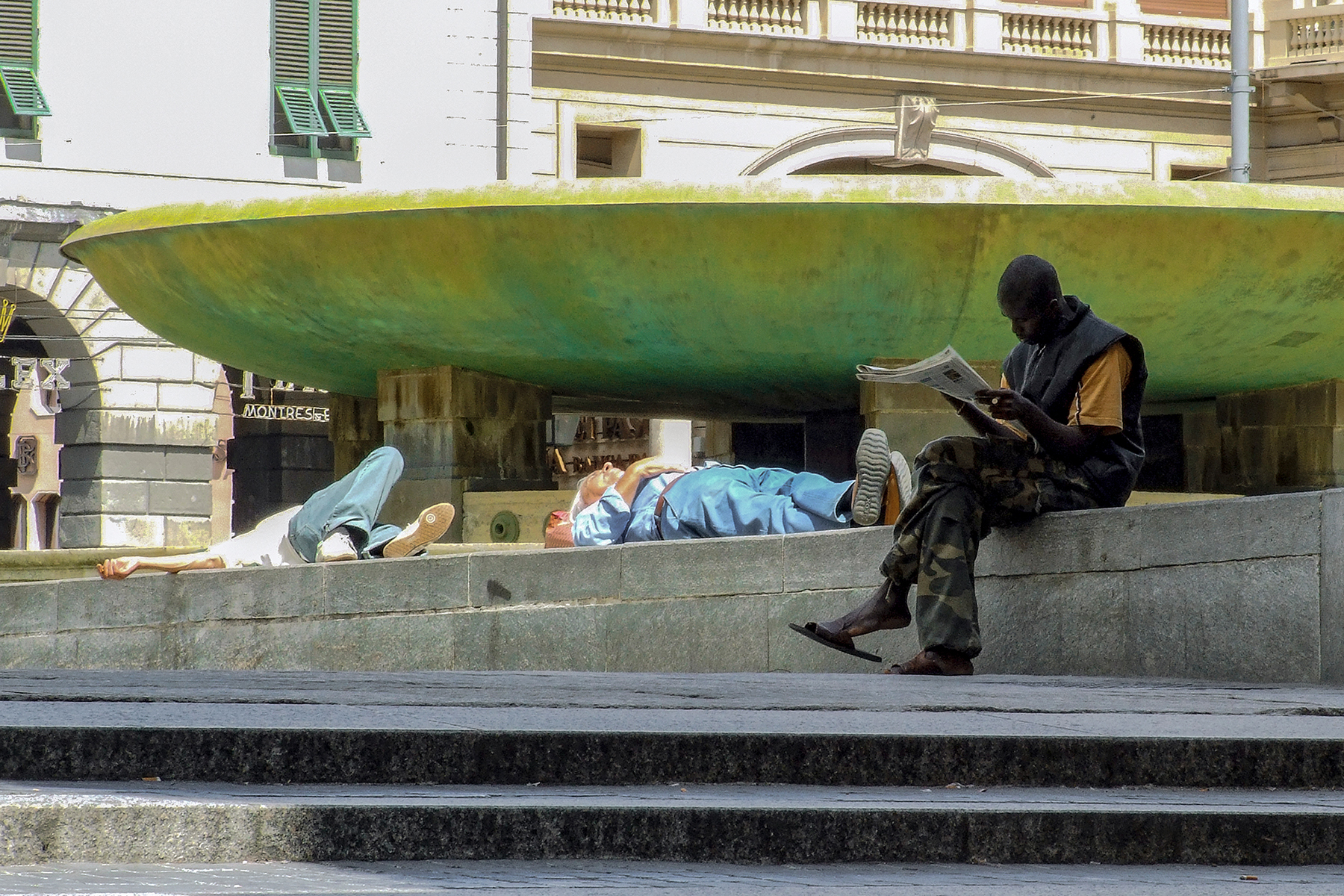
Alcune persone riposano presso la fontana non funzionante durante un'afosa giornata estiva